# Dermolepida nigrum
Dermolepida nigrum är en skalbaggsart som beskrevs av Nonfried 1894. Dermolepida nigrum ingår i släktet Dermolepida och familjen Melolonthidae. Inga underarter finns listade i Catalogue of Life.